# Otto von Schwerin (Diplomat, 1616)

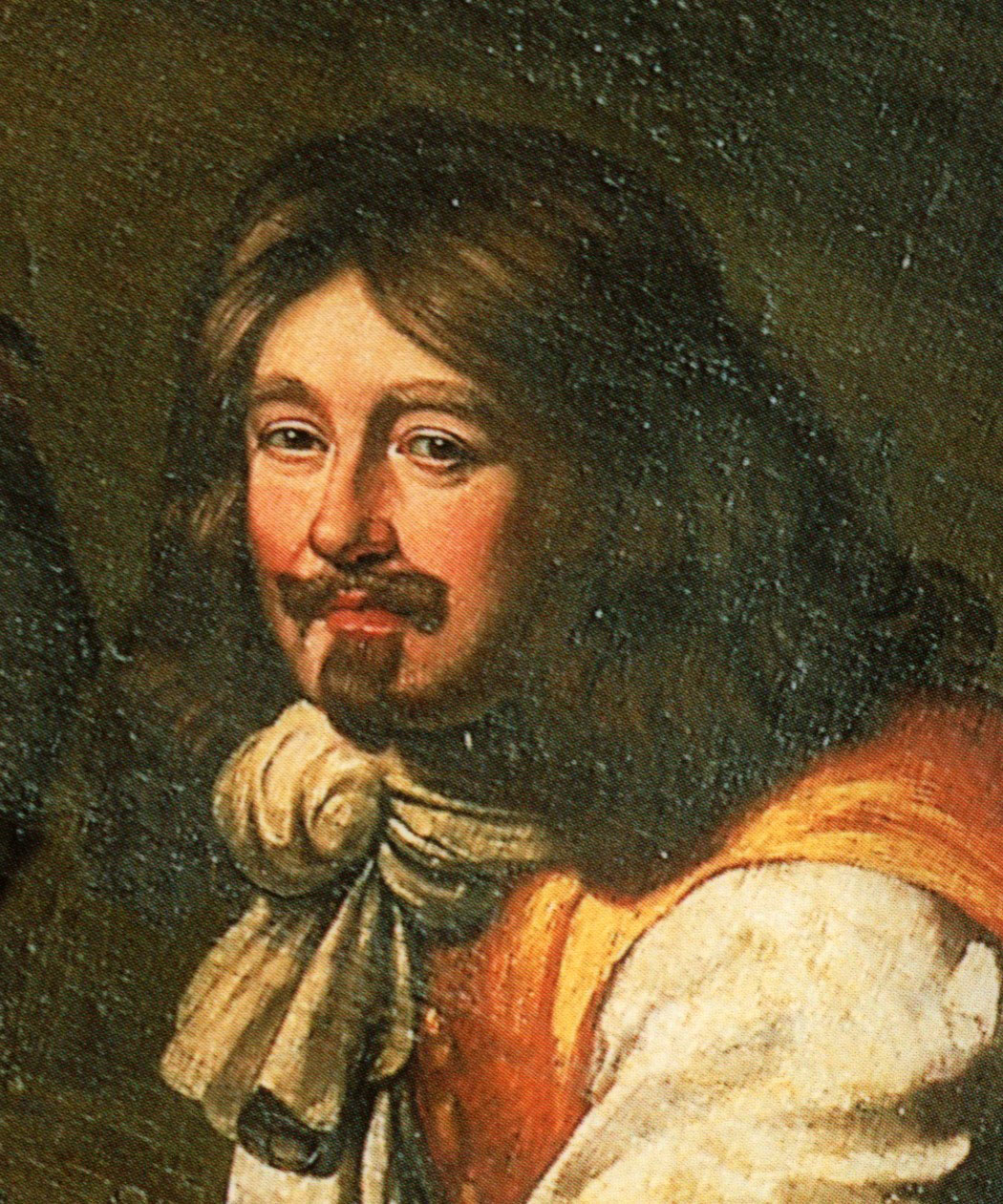
Otto Freiherr von Schwerin, Ausschnitt aus dem Gemälde Allegorie auf die Gründung Oranienburgs.

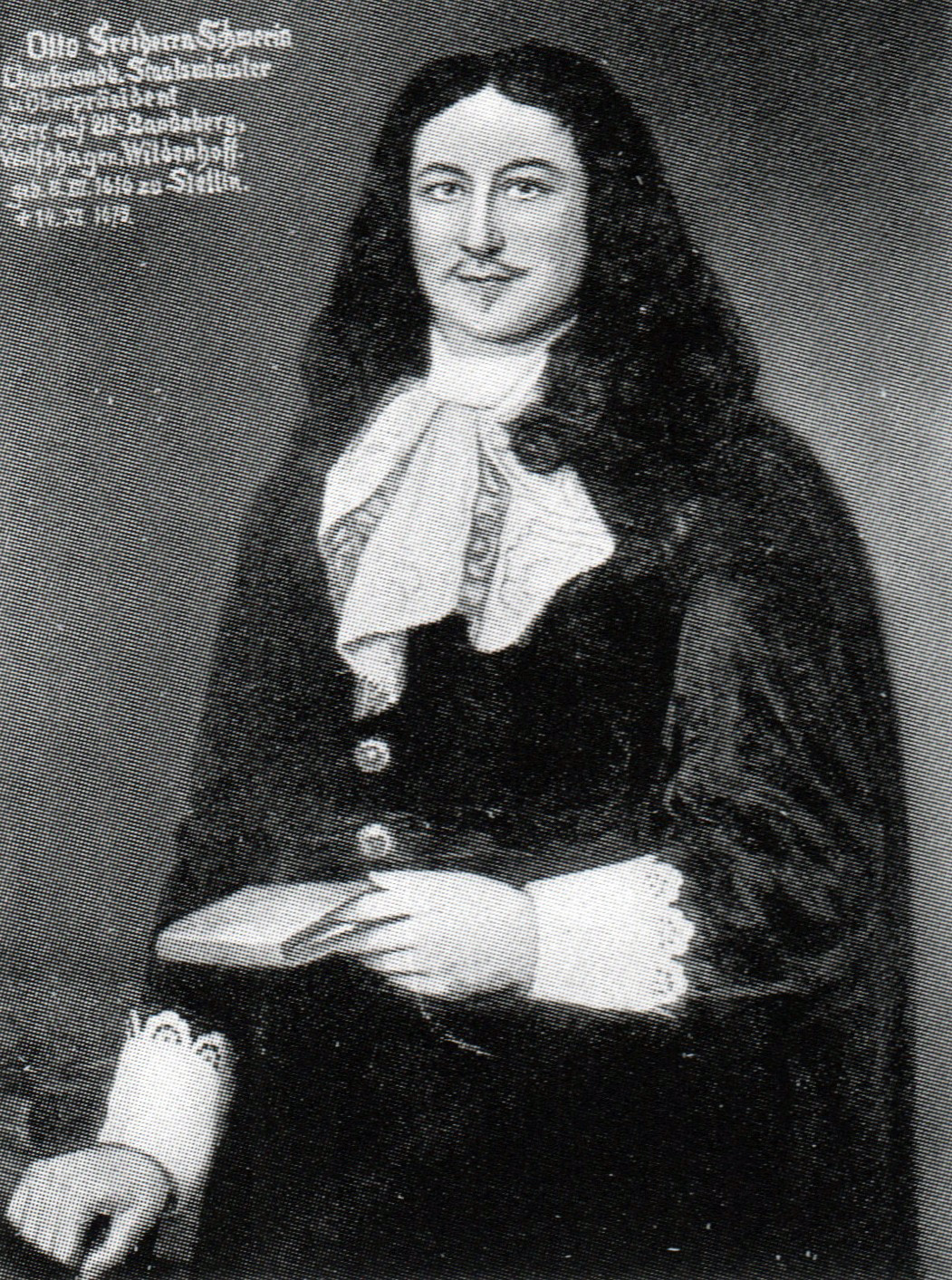
Otto Freiherr von Schwerin

Otto Freiherr von Schwerin (* 8. Märzjul. / 18. März 1616greg. in Vorpommern; † 4. Novemberjul. / 14. November 1679greg. in Cölln an der Spree) war Hofmann, Diplomat und ab 1658 Erster Minister des Kurfürstentums Brandenburg.

## Leben
Otto von Schwerin entstammte der pommerschen Adelsfamilie Schwerin und wurde als zweiter Sohn des pommerschen Landrates und Amtshauptmanns von Ueckermünde Otto von Schwerin geboren. Er besuchte zunächst das Pädagogium in Stettin und studierte anschließend an der Universität Greifswald. 1637 schickte der Vater ihn zusammen mit seinem Bruder Bogislaus von Schwerin ins preußische Königsberg. Dort wurde er von der brandenburgischen Kurfürstin Elisabeth Charlotte von der Pfalz in den Hofdienst aufgenommen und 1638 von Kurfürst Georg Wilhelm von Brandenburg zum Kammerjunker ernannt.
Nach der Rückkehr von einer Studienreise durch die Niederlande, England und Frankreich wurde er 1640 in den Dienst des jungen Kurfürsten Friedrich Wilhelm übernommen, der ihn Anfang 1641 in diplomatischer Mission zum schwedischen Statthalter nach Stettin entsandte. Am 29. April 1641 wurde er zum Rat am Hof- und Kammergericht in Berlin ernannt und bald darauf zum Markgrafen Ernst von Brandenburg entsandt, der ihn für verschiedene diplomatische Missionen einsetzte.
Am 22. April 1642 heiratete er in Königsberg Elisabeth Sophie von Schlabrendorff und siedelte mit ihr wenige Wochen später nach Berlin über. Friedrich Wilhelm ernannte ihn am 13. Oktober 1645 zum Mitglied seines Geheimen Rates und nahm ihn mit nach Kleve, wo er an den Verhandlungen des Kurfürsten mit den Landständen teilnahm. Kurze Zeit nach der Hochzeit des Kurfürsten mit Luise Henriette von Oranien wurde er zum Hofmeister der neuen Kurfürstin ernannt. Weiteren Anteil hatte er an den Verhandlungen des Kurfürsten mit den Niederlanden sowie zum Frieden von Osnabrück. Noch vor dem Friedensschluss wurde er am 24. März 1648 durch Kaiser Ferdinand III. in den Reichsfreiherrnstand erhoben. In Kleve hatte er wesentlichen Anteil am Zustandekommen eines Vertrages mit den Landständen, der am 9. Oktober 1649 beschlossen wurde.
In den folgenden Jahren arbeitete er mit dem in brandenburgische Dienste getretenen Georg Friedrich von Waldeck zusammen, so bei einer Reform des Finanzwesens. Im Jahr 1652 wurde er zum General-Postdirektor ernannt. Während des Zweiten Nordischen Krieges distanzierte er sich von der zu den Schweden orientierten Politik Waldecks und setzte sich stattdessen für Verhandlungen mit Polen ein. Diese führten schließlich 1657 im Vertrag von Wehlau zur Erlangung der Souveränität Preußens.
Der Kurfürst ernannte ihn am 9. September 1658 zum Ersten Minister und Oberpräsidenten des Geheimen Rates und aller Zivilbehörden. Im weiteren Verlauf des Zweiten Nordischen Krieges begleitete Otto von Schwerin den Kurfürsten auf dessen Feldzügen gegen die Schweden nach Jütland und Vorpommern. 1660 wurde er zum Dompropst des Brandenburger Domkapitels gewählt, auf Vorschlag des Kurfürsten. Die Präbende hatte er bis zu seinem Tode inne. In den Jahren 1661 und 1662 verhandelte er mit den Landständen, um diese zu Zugeständnissen an den Kurfürsten zu bewegen. Ende Sommer 1662 wurde er auf eigenen Wunsch nach Berlin zurückbeordert. Dort ernannte ihn Friedrich Wilhelm zum Erzieher des siebenjährigen Kurprinzen Karl Emil und ab 1665 auch des zwei Jahre jüngeren Friedrich. Über die Erziehung führte er Tagebuch und korrespondierte bei Abwesenheit der Eltern mit der Kurfürstin. Daneben wurde ihm die Neuregelung des Kreditwesens in der Mark Brandenburg übertragen. Zusätzlich hatte er die Aufgabe, zwischen Lutheranern und Reformierten zu vermitteln, und leitete auch die wenig erfolgreichen Berliner Religionsgespräche 1662–63.
Zwischen 1663 und 1669 gehörte er zu den einflussreichsten Politikern am brandenburgischen Hof. Er leitete die auswärtigen Angelegenheiten und stand in Kontakt mit den Ministern ausländischer Staaten. Während des Englisch-Niederländischen Krieges war er 1666 an den Verhandlungen zum Frieden von Kleve beteiligt. Auf seinen Einfluss soll auch die vorsichtige Politik des Kurfürsten während des Devolutionskrieges zurückgehen.
1669 erkrankte Otto Freiherr von Schwerin schwer, wodurch er etwa ein halbes Jahr keine Amtsgeschäfte führen konnte. Nach seiner nicht vollständigen Genesung bat er den Kurfürsten um seine Entlassung, die dieser jedoch nicht genehmigte. 1671 empfahl er in einem gemeinsam mit anderen Staatsräten ausgearbeiteten Gutachten dem brandenburgischen Kurfürsten die Aufnahme der aus Österreich vertriebenen Juden.
Während seiner politischen Laufbahn in der Brandenburger Regierung war er unter anderem Wirklicher Geheimer Staatsrat (Staatsminister), Ober-Hofmeister und Erz-Kämmerer der Kurmark.
1648 wurde er unter dem Namen Der Rechtschaffene in die Fruchtbringende Gesellschaft aufgenommen.
Schwerin war ein frommer Protestant. Er dichtete das bekannte Sterbelied Jesus, meine Zuversicht (EG 526). Wahrscheinlich stammt auch das Abendlied Die Sonn hat sich mit ihrem Glanz gewendet (EG 476) aus seiner Feder.
Er wurde in der Schwerinschen Familiengruft in der Marienkirche in Altlandsberg beigesetzt.

## Familie
Otto von Schwerin war dreimal verheiratet. Am 22. April 1642 heiratete er Elisabeth Sophie von Schlabrendorff. Sein Sohn Otto Graf von Schwerin wurde auch Geheimer Rat und Diplomat. Die Tochter Louisa Hedwig (1644–1700) heiratete den kurbrandenburgischen Diplomaten Christoph Caspar von Blumenthal.
Seine zweite Gemahlin war Helene Dorothee von Kreytzen (* 20. März 1620; † 26. August 1677) Witwe des Freiherrn Fabian Truchseß von Waldburg (* 23. Mai 1610; † 17. April 1644). Die beiden hatten eine Tochter:
Amalie Henriette (* 3. Dezember 1658; † 30. September 1699), sie heiratete am 14. Februar 1678 den General Friedrich Wilhelm von Wittenhorst-Sonsfeld (1644–1711).
Am 26. März 1679 heiratete er zum dritten Mal: Dorothea von Flemming (* 1643; † 16. Februar 1717) verwitwete von Schlieben. Sie war die Tochter von Ewald Joachim von Flemming auf Rippertow und Witwe des Obristen Bodo von Schlieben auf Papitz und Klützow. Die Ehe blieb ohne Kinder. Die Witwe heiratete danach den Kurbrandenburgischen Generalfeldmarschall Alexander von Spaen.

## Büste in der Siegesallee

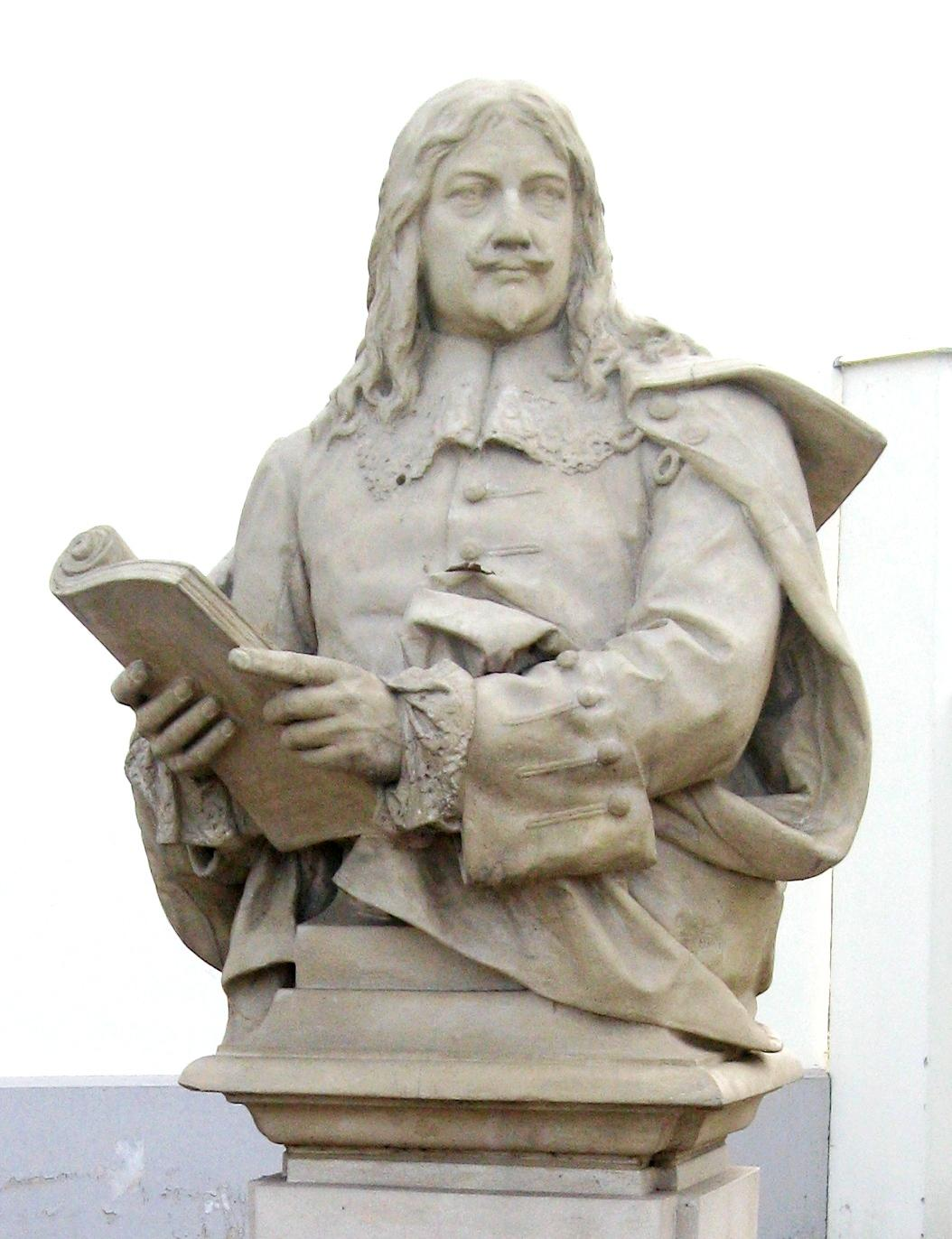
Otto von Schwerin, Kopie der Siegesallee-Büste (Schlossplatz Oranienburg, 2010)

Für die ehemalige Berliner Siegesallee gestaltete der Bildhauer Fritz Schaper eine marmorne Büste Otto von Schwerins als Seitenfigur der Denkmalgruppe 25 zu dem zentralen Standbild für den Großen Kurfürsten Friedrich Wilhelm von Brandenburg, enthüllt am 30. März 1901. Die Büste zeigt den Geheimrat in mittlerem Alter, modischer Barttracht und mit einem Schriftstück, das er mit der rechten Hand entrollt.
Von der Büste wurden 2009 drei Kopien angefertigt:
- für das Schloss Oranienburg (Schlossplatz)
- für Altlandsberg
- für den Grafen Detlef von Schwerin – für das Herrenhaus des Vorwerks Bülowssiege in Fürstenwerder. Das Vorwerk ist Bestandteil des denkmalgeschützten Gesamtensembles von Wolfshagen mit dem ehemaligen Schloss Wolfshagen.[6]